# Casamento putativo
Casamento putativo é o casamento celebrado indevidamente de boa-fé, ou seja, um "casamento imaginário" que se imaginava ser verdadeiro, por ter preenchido todos os requisitos de existência, validade e produção de efeitos, no entanto, posteriormente, verificou-se um vício, suscetível de anulação. Trata-se do casamento que embora nulo ou anulável gera efeitos em relação ao cônjuge que esteja de boa-fé subjetiva.

## Etimologia
O termo putativo deriva do latim  putativus, a, um, e significa "que é reputado ser o que não é". Assim, o termo casamento putativo remonta que pelo menos para um dos esposos, as circunstâncias do casamento parecem ser diversas daquelas que realmente são.

## Origem
De acordo com a maioria dos doutrinadores em direito matrimonial, a origem do instituto do casamento putativo é canônica, e teria se consagrado entre os séculos XI e XV. A razão do seu surgimento foi a natureza sacramental que o casamento tem para a Igreja Católica, de modo que não podiam ficar desprotegidas as pessoas que contraíssem matrimônio sob causa de impedimento sem, todavia, o conhecimento apropriado deste.
No Brasil, a putatividade encontra-se disposta no Código Civil, que disciplina o tema desta forma:
Art. 1561. Embora anulável ou mesmo nulo, se contraído de boa-fé por ambos os cônjuges, o casamento, em relação a estes como aos filhos, produz todos os efeitos até o dia da sentença anulatória.
§ 1º Se um dos cônjuges estava de boa-fé ao celebrar o casamento, os seus efeitos civis só a ele e aos filhos aproveitarão.
§ 2º Se ambos os cônjuges estavam de má-fé ao celebrar o casamento, os seus efeitos civis só aos filhos aproveitarão.
A redação atual é praticamente fiel à redação do diploma legal anterior (que disciplinava a matéria no seu art. 221), sendo a principal diferença o acréscimo do parágrafo segundo. Assim, há quem defenda que o acréscimo deste parágrafo não teve relevância, pois o escopo do dispositivo permanece o mesmo.

## Da boa-fé
A boa-fé, no que diz respeito à putatividade do casamento, tem estreita relação com o desconhecimento das circunstâncias impeditivas do matrimônio. A situação deve ser tal que, se soubesse da informação que seu casamento não pode acontecer, o nubente de boa-fé não consentiria com o ato. Ressalta-se, no entanto, que embora isto não esteja expresso em lei, a maioria da doutrina concorda que a boa-fé é presumida, cabendo provar a má-fé a quem alegar.
A discussão maior sobre o tema era a respeito dos tipos de erros de que decorreriam a putatividade. Esses tipos de erros são:
1. Erro de fato, que é o desconhecimento de circunstância que vicia a validade do casamento. E.g.: Dois parentes em linha reta (tal qual pai e filha) que se casam sem ter consciência do seu parentesco.
2. Erro de direito, que decorre da ignorância de que a lei impede o ato nupcial. E.g.: Sogro e nora, que sabem que o são entre si, mas que desconhecem a causa impeditiva que recai sobre a união de parentes afins em linha reta.

O problema com o erro de direito é que, segundo o art. 3º da Lei de Introdução às Normas do Direito Brasileiro, o desconhecimento da lei é inescusável. No entanto, os doutrinadores ensinam que embora o erro de direito seja inescusável, pode ser invocado para justificar a boa-fé, sem que com isso se pretenda o descumprimento da lei, pois o casamento será, de qualquer forma, declarado nulo.

## Dos efeitos jurídicos
Os efeitos jurídicos do casamento declarado putativo são principalmente em relação aos cônjuges e aos seus filhos. Mas vale lembrar que não desaparecem os direitos e obrigações de terceiros, em razão de contratos feitos com o casal. E.g.: Doação dos cônjuges a terceiros. Havendo boa-fé de ambos os cônjuges, o casamento gera efeitos em relação a estes e aos filhos, até o trânsito em julgado da sentença de nulidade ou anulação. Por isso, eventuais bens adquiridos no período devem ser partilhados entre os cônjuges de acordo com o regime de bens adotado. Em suma, o Direito de Família atinge ambos os cônjuges. Segue-se a corrente doutrinária e jurisprudencial que sustenta a permanência de efeitos pessoais mesmo após a sentença. 

### Dos efeitos em relação aos cônjuges
Os efeitos, em relação aos cônjuges, variam de acordo com a forma em que a boa-fé recai sobre eles, posto que a lei dispõe expressamente que se um dos cônjuges estava de boa-fé ao celebrar o casamento, os efeitos civis só a ele e aos filhos aproveitarão.
Dessa forma, no que tange ao direito das sucessões, quando a morte se dá antes da sentença anulatória, o viúvo inocente conserva os bens herdados que lhe competiram por sucessão do falecido cônjuge de má-fé. Enquanto o cônjuge culpado, não podendo auferir proveito algum do casamento anulado, perde retroativamente todo direito sobre a sucessão do outro, assim, se ele eventualmente tiver recolhido a herança, deverá restituí-la aos herdeiros imediatos.
Ainda em sucessões, no que diz respeito a herança decorrente de filiação, ambos aproveitam seus efeitos igualmente, uma vez que não há o que se falar nesse caso em genitor de má-fé ou boa-fé. E por fim, quando há morte de um dos cônjuges após a anulação do casamento, o entendimento também é pacífico que não há vínculo sucessório e por isso nem cônjuge inocente, nem culpado, tem direito à herança.
O cônjuge de má-fé tem também o dever de indenizar o de boa-fé, em virtude do ato ilícito praticado, fundamentado nos arts. 186 e 927 do Código Civil Brasileiro. E esta indenização envolve não apenas o dano patrimonial (perdas e danos. E.g.: gastos com a cerimônia, renúncia a uma proposta de emprego) como o moral.
A lei disciplina ainda que o cônjuge de má-fé deve restituir as vantagens auferidas do cônjuge de boa-fé, mas que sobre ele ainda recai o dever de cumprir o pacto antenupcial. Em linhas gerais, isso quer dizer que o cônjuge culpado não tem direito à meação dos bens que o cônjuge de boa-fé trouxe para o patrimônio comum, mas que para o contraente de boa-fé é garantida a partilha nos termos do regime jurídico de bens no casamento.

### Dos efeitos em relação aos filhos
Havendo má-fé de ambos os cônjuges, o casamento somente gera efeitos para os filhos. Eventualmente, se bens forem adquiridos durante a união deverão ser partilhados de acordo com as regras obrigacionais que vedam o enriquecimento sem causa.
Não há mais o que se falar de legitimidade ou ilegitimidade da filiação no casamento putativo com o advento da Constituição brasileira de 1988, pois esta igualou todo tipo de filiação. No ordenamento jurídico atual todos os filhos têm direitos iguais e plenos independente da origem, se biológica, se proveniente da adoção, se oriundo do casamento ou fora dele, etc.
Por isso, a guarda dos filhos, que nos termos do antigo Código Civil era devida ao cônjuge inocente, agora será definida observando o melhor interesse para o menor, ou seja, deverá ficar com o genitor que puder prover as melhores condições de manter a sua prole. E no que tange aos direitos de herança, os filhos deste casamento aproveitam normalmente seus direitos em face de ambos os genitores.

### Menor incapaz
O casamento civil é uma das formas pelas quais relativamente incapazes podem adquirir capacidade civil plena (art. 5º, inciso II do Código Civil). Uma vez anulado o casamento, há intensa discussão doutrinária sobre se o menor voltaria ao seu estado anterior de incapacidade (o que pode ter inclusive reflexos penais, na medida em que se considerar o crime previsto no art. 236 do Código Penal - "Induzimento a erro essencial e ocultação de impedimento" - um crime de ação penal personalíssima, isto é, uma ação que só pode ser movida pelo próprio ofendido, jamais por seus representantes legais).